# Socialkonstruktivisme
Socialkonstruktivisme er en sociologisk retning, der arbejder med, hvordan virkeligheden i større eller mindre grad skal forstås som en social konstruktion og hvordan sproget former menneskets evne til og mulighed for at erkende verden. Som navnet siger betragter den hvad, der gælder som virkeligt, afhænger af, hvilke måder at kategorisere og tale om tingene på, der har gennemslagskraft i samfundet. I modsætning til de fleste ældre former for antirealisme hævder den ikke, at virkeligheden afhænger af, hvad det enkelte menneske oplever.
Socialkonstruktivismen forholder sig ligesom postmodernismen til diskursive forløb. Som erkendelsesteori er dens overordnede indfaldsvinkel at give bud på, hvorledes social kontekst påvirker erkendelsen. Der er tale om en kritisk sociologi, som er inspireret af Thomas Kuhns paradigmebegreb, hvor det fremhæves, at videnskabelige teorier er begrænsede af det fremherskende videnskabelige paradigme, indtil en ny viden sætter spørgsmålstegn ved dette. Der er således tale om videnskabssociologisk orientering, der betoner, at videnskabelig erkendelse er socialt situeret og ikke objektiv. Udtrykket blev først anvendt af Peter L. Berger og Thomas Luckmann i The Social Construction of Reality.

## Filosofi
"De radikale" sociale konstruktivister har en filosofisk tilgang, som antyder, at "den naturlige verden" har en lille eller ikke-eksisterende rolle i opbygningen af videnskabelig erkendelse". Ifølge Maarten Boudry og Filip Buekens er Freuds psykoanalyse er et godt eksempel på denne tilgang i praksis.
Det interessante er imidlertid, at Boudry og Buekens ikke påstår, at 'bona fide' videnskab er fuldstændig immun over for alle teorier om socialisering og paradigmeskift, men blot, at de hævder, at al videnskabelig viden er baseret på en konstrueret virkelighed.
Et kendetegn ved den sociale konstruktivisme er, at den afviser, at logik og fornuft er statiske begreber. Kriterierne for disse varierer over tid. Således vil matematiske beviser følge de accepterede standarder i nutiden og bygge på forskellige fragmenter fra fortiden, som fx Paul Ernest argumenterer for.

## Psykologi og religion
En gren af den socialkonstruktivistiske filosofi er repræsenteret i værker af psykologen Robert Rocco Cottone. Han har indtaget en radikal filosofisk position, der påstår en relationel realisme (en ontologi, hvor alt er set som forhold mellem fænomener). Alt eksisterer derfor kun i forhold til de observatører, som er i stand til at forstå deres betydning for social interaktion. Cottone benyttede socialpsykologen Kenneth Gergen til at konstruere en relativistisk opfattelse af processen, der fører til forståelse af hændelser. Al forståelse af erfaring er ifølge denne socialt konstrueret, men forskellige samfund kan konstruere forskellige fortolkninger af deres fælles erfaringer. Sandheder er aldrig uafhængige af interaktion—sandheden er social. Der er derfor lige så mange sandheder om et emne, som der er fællesskaber til at konstruere dem. Nogle sandheder om et emne kan være konsekvente og andre kan være modstridende, afhængigt af den perceptuelle og sociale sproglig sammenhæng mellem de forskellige grupper, der foretager disse fortolkninger. Han henviste ofte til religioner for at understrege sin pointe. Forskellige fællesskaber kan have forskellige opfattelser af en gud, selv om der historisk er tale om den samme guddommelige oprindelse (fx i Islam, Kristendom og Jødedom). Religion er et eksempel på, hvordan mennesker socialt konstruerer deres forståelse af erfaring ved hjælp af social-sproglige traditioner. Hver religion repræsenterer derfor en parentetisk absolut sandhed. Cottone konkluderer, at mennesket gennem hele livet forhandler med sine nære relationer, der afspejler fællesskaber af forståelse (fx, religion, erhverv, lokalsamfund, regeringer osv.). Han kaldte denne proces for "den sociale bane". Denne gren af den sociale konstruktivisme foregiver ikke, at enkeltpersoner socialt konstruerer sin virkelighed, snarere påstås det, at alle konstruerer en forståelse gennem fælles erfaring.

## Uddannelse
Socialkonstruktivismen har været inspiration for mange pædagogiske psykologer, som har beskæftiget sig med dens konsekvenser for undervisning og læring. Socialkonstruktivismen tilfører den klassiske konstruktivisme nogle elementer, blandt andet ved at indarbejde andre aktører og kulturelle udviklingstræk i analyserne. I denne henseende kan den også blive set som en kontrast til social læringsteori ved at fremhæve samspillet mellem individer frem for observationer af disse. De psykologiske dimensioner hos den sociale konstruktivisme beskrives fx af A. Sullivan Palincsar. Psykologiske værktøjer er et af de centrale begreber i Vygotskys sociokulturelle perspektivering af læringsmønstre.
Endvidere er brugen af de studerendes diskussioner i klassen både støttet af og forankret i teorier om den sociale konstruktivisme. Deltagelse i gruppediskussioner giver eleverne mulighed for at generalisere og overføre deres viden fra klasseundervisningen til konstruktionen af et stærkt fundament for at kommunikere deres ideer til andre. Mange undersøgelser fremhæver, at diskussion spiller en afgørende rolle for at øge de studerendes mulighed for at afprøve deres ideer, syntetisere andres idéer, og opbygge en dybere forståelse af, hvad de har lært. Sådanne diskussioner giver også eleverne mulighed for at udøve selvregulering, selvbestemmelse, og styrker deres opgaveløsning. Desuden øger diskussioner elevens motivation, kollaborative færdigheder og evner til problemløsning. Desuden bibringer disse til, at en følelse af fællesskab og samarbejde i klasseværelset øges ved at tilbyde flere muligheder for, at de studerende taler sammen. På trods af dette har britiske undersøgelser vist, at studerende ikke er vant til at deltage i denne form for akademisk diskurs. Martin Nystrand har foretaget et studie af 2400 studerende i 60 forskellige klasserum. Han påviser, at den typiske klasselærer bruger under tre minutter pr. time, hvor eleverne får mulighed for at tale om deres ideer med hinanden og læreren. Selv inden for disse tre minutter er en del af diskussionen afhængig af lærer-rettede spørgsmål med forudbestemte svar. Flere observationer tyder på, at de studerende fra lavere socioøkonomiske lag får endnu færre muligheder for diskussion. Lærere, der underviser, som om de sætter pris på, hvordan deres elever skaber læringsmønstre og fremprovokerer vedvarende svar fra de studerende "fremmer fastholdelsen af den dybdegående behandling, der er forbundet med kognitiv behandling af informationer".En nyere diskurs om at udforske socialkonstruktivistiske perspektiver på læring fokuserer på den rolle, teknologier og sociale medier faciliterer socialt konstrueret viden om og forståelse af online-miljøer.

### Akademisk skrivning
I en konstruktivistisk tilgang er der fokus på de sociokulturelle konventioner indenfor den akademiske diskurs, som lægger vægt på de kommunikative, interpersonelle karaktertræk ved akademisk skrivning med et stærkt fokus på, hvordan læseren modtager beskeden. Kravet om at citere andres arbejde er mere end præcis kildeangivelse; det er en vigtig øvelse i at tænke kritisk i opbygningen af et autoritativt selv. En dansk phd - afhandling afgrænser det akademiske felt til fire hovedkategorier:
- Kritisk perspektiv
- Sociologisk teori
- Erkendelsesteori
- Ontologisk position.[18]

#### Det kritiske perspektiv
En kritik af traditionelle opfattelser af, hvad det er givet eller determineret er et fællestræk for alle socialkonstruktivistiske analyser. Det, som overfladisk betragtet forekommer naturligt, er i virkeligheden resultatet af sociale processer. Fx er højrekørsel naturligt i en række lande, men ikke i Storbritannien. En inspirationskilde til sådanne kritiske perspektiver er Berger og Luckmann:
"Der er nok rimelighed i at sige, at mennesket har en natur, men det er mere betydningsfuldt at sige, at mennesket opbygger sin egen natur, eller simpelthen, at mennesket skaber sig selv" 

#### Sociologisk teori
Socialkonstruktivisterne tilhører gruppen af sociologiske forskere, der fremhæver, at såvel menneskets som samfundets udviklingstræk bærer præg af, at tilfældighed og uforudsigelighed har fået stadig større betydning for den sociologiske teoriudvikling. Dette grundsyn kan eksemplificeres ved diskursteorier, som antager, at alle udfald i den sociale orden kunne være anderledes under andre betingelser. Berger og Luckmanns tresidede teori, at 1) samfundet er et menneskeligt produkt; 2) Samfundet er en objektiv realitet og 3) Mennesket er et samfundsskabt væsen, har været inspirationskilde til mange socialkonstruktivistiske studier. Det er i denne kontekst gennem formidling af viden til andre, at det sociale konstrueres. Denne proces betyder samtidig, at konstruktionen legitimeres. Der er her tale om en "paraply", der omfatter mange forskellige konkrete teoridannelser og diskurser.
Blandt kritikerne af socialkonstruktivistisk sociologisk teori er Ian Hacking, der finder, at den brede anvendelse af begrebet er en form for solipsisme.